# 美利坚大学华盛顿法学院
美利坚大学华盛顿法学院（American University Washington College of Law）
是一所自1896年起在美国华盛顿特区创设的法学院，附属于美利坚大学。
该学院在《美国新闻与世界报道》的法学院排名里被评为第80名。
该学院最早是为该地区的女性所设立的法学院，因为当时其他学院只接受男性，该院后来于1949年加入美利坚大学，成为其一部分。